# 沃夫雷
沃夫雷（法語：Vaufrey，法語發音：[vofʁɛ]）是法国杜省的一个市镇，属于蒙贝利亚尔区。

## 地理
沃夫雷（47°20'53"N, 6°55'27"E）面积9.37 平方千米，位于法国勃艮第-弗朗什-孔泰大區杜省，该省份为法国东部内陆省份，北起上索恩省，西接汝拉省，东部及东南部与瑞士接壤，东北部与贝尔福地区省接壤。
与沃夫雷接壤的市镇（或旧市镇、城区）包括：库尔特方丹、格莱尔、安德维莱尔、蒙茹瓦堡。

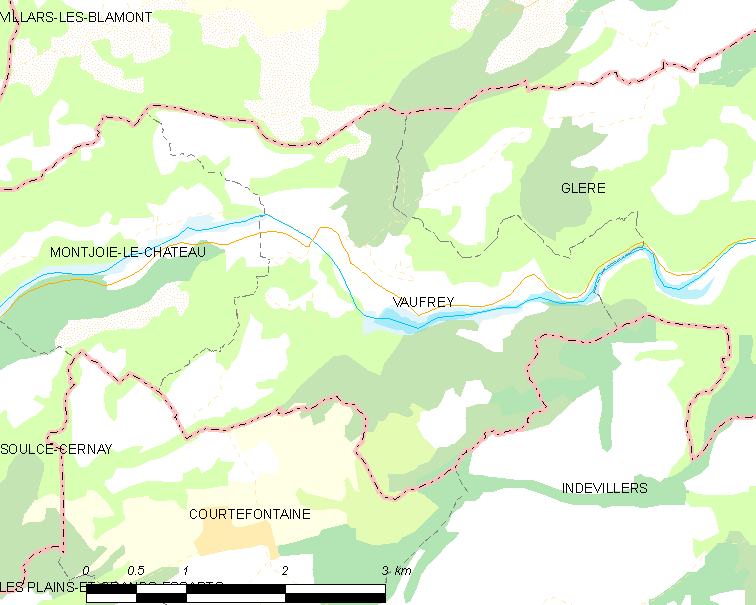
沃夫雷的OSM定位图

沃夫雷的时区为UTC+01:00、UTC+02:00（夏令时）。

## 行政
沃夫雷的邮政编码为25190，INSEE市镇编码为25591。

## 政治
沃夫雷所属的省级选区为迈什县。

## 人口

1962-2008年间沃夫雷人口变化图示

沃夫雷于2022年1月1日时的人口数量为147人。